# Hemudu-Kultur

Geografische Lage neolithischer Kulturen in China

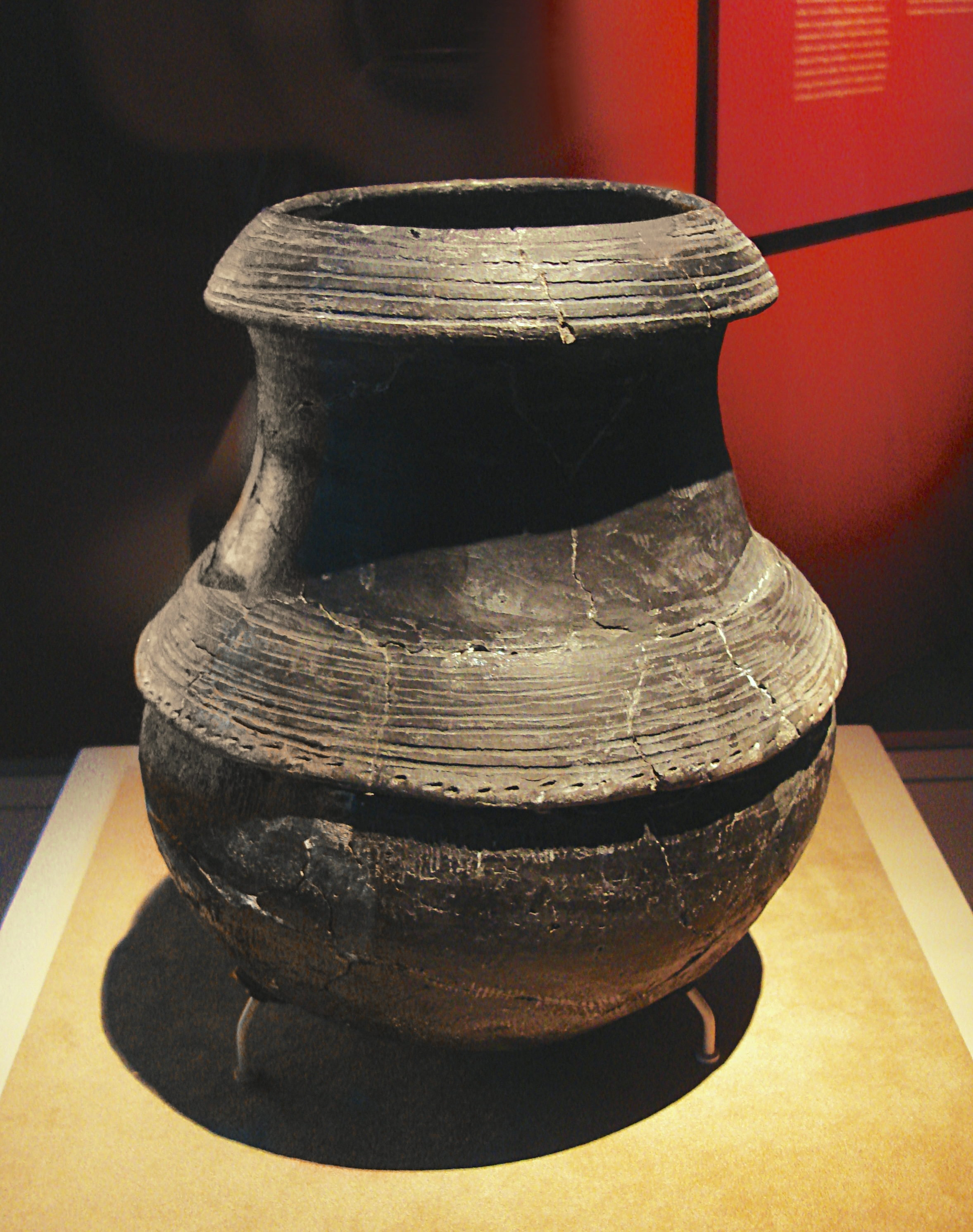
Schwarze Keramik der Hemudu-Kultur

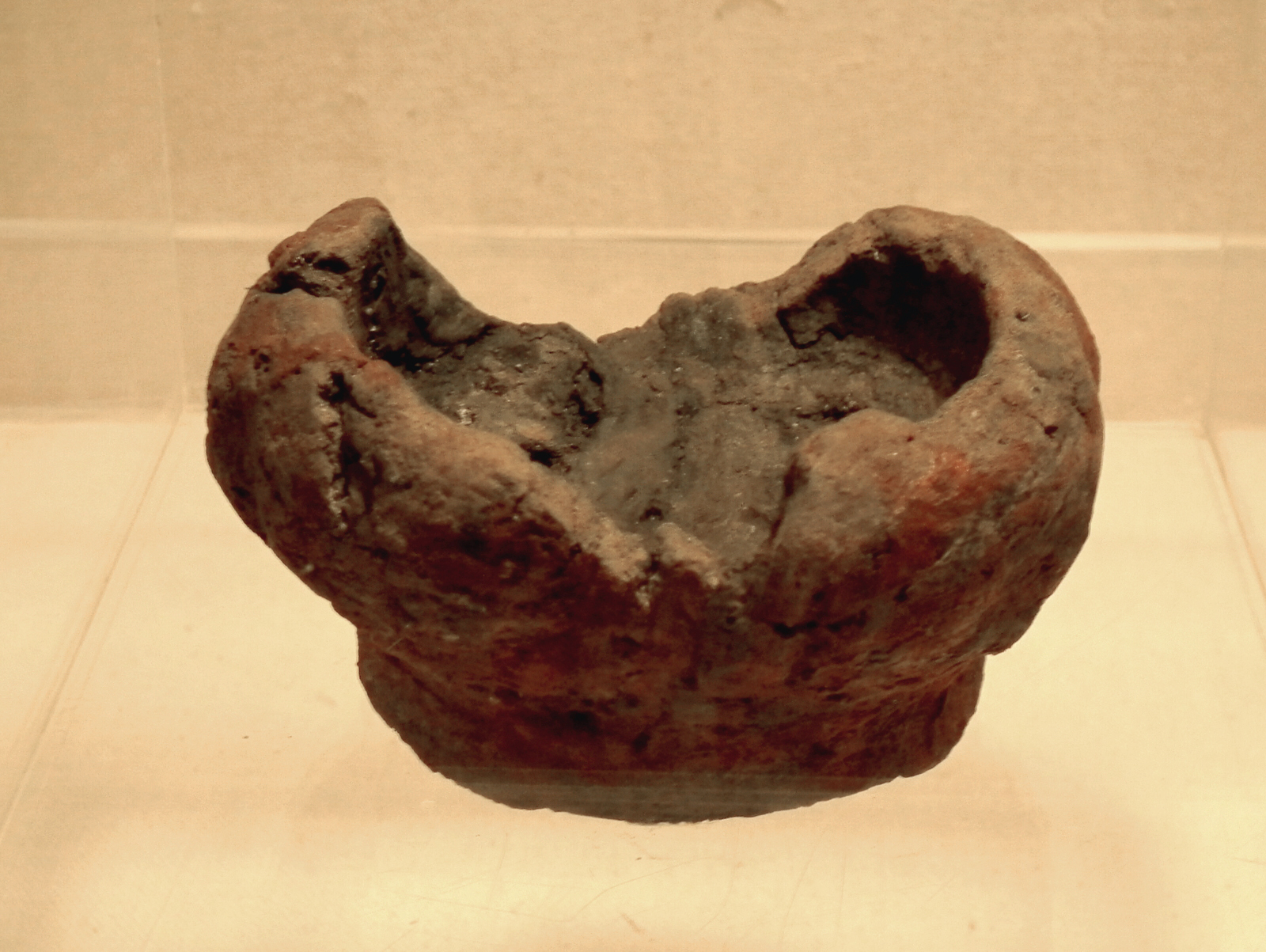
Älteste Hemudu-Keramik

Die neolithische Hemudu-Kultur (chinesisch 河姆渡文化, Pinyin Hémǔdù wénhuà) bestand ab etwa 7000 v. Chr. und hatte ihre Blütezeit von etwa 5200 bis 4500 v. Chr. Andere Quellen datieren die Hemudu-Kultur auf den Zeitraum von rund 5050 bis 3350 v. Chr.
Überreste dieser Kultur wurden 1973 im namensgebenden Dorf Hemudu gefunden. Seit Mai 1993 existiert dort ein Museum, das die wichtigsten Funde der Ausgrabungen zeigt und sich mit der Hemudu-Kultur befasst. Zum Museum gehört auch ein Freilichtbereich mit Nachbauten charakteristischer Gebäude der Hemudu-Kultur. Der Fundort und das Museum (29° 57′ 51,1″ N, 121° 20′ 39,8″ O) liegen im Kreis Yuyao im Norden der chinesischen Provinz Zhèjiāng, südlich der Bucht von Hangzhou und 120 km südlich des heutigen Shanghai. Weitere Fundorte sind Fujiashan im Jiangbei-Bezirk der Stadt Ningbo, sowie in Tianluoshan und auf den Zhoushan-Inseln gelegen. Wesentliche Bestände zur Hemudu-Kultur befinden sich auch im Provinzmuseum Zhejiang.
Die Hemudu-Kultur war unter anderem eine der ersten Kulturen, die den Anbau von Nassreis, die Gewinnung und Verarbeitung von Lack und die Seidenraupenzucht betrieben. Außerdem stammt einer der ältesten Funde von gekochtem Reis von dort. Neben der Kultivierung des Reisanbaus beruhte die Wirtschaft der Menschen der Hemudu-Kultur auch auf der Zucht von Wasserbüffeln, Schweinen und Hunden. Fischerei, Jagd und Sammeln ergänzten den Speiseplan.
Es wurden viele Gegenstände aus Knochen hergestellt – Hacken z. B. aus Schulterblättern von Tieren. In Hemudu gefundene Flöten aus Vogelknochen ähneln heutigen Dizi-Bambusflöten. Daneben stellte man polierte, mit geometrischen Mustern verzierte Keramik her und fertigte lackierte Schüsseln und Holzschalen. Darüber hinaus wurde Elfenbein verarbeitet und mit Darstellungen von Phönixen geschmückt. Die Tongefäße waren im Gegensatz zu den braunen Gefäßen der Majiabang-Kultur (4750–3700 v. Chr.) typischerweise schwarz gefärbt. Mit dieser koexistierte die Hemudu-Kultur für rund 1000 Jahre, in denen ein kultureller Austausch stattfand. Jedoch blieben beide Kulturen voneinander verschieden.
Wohnhäuser aus Holz wurden geplant angelegt und auf Pfählen am Wasser errichtet. Auch rechteckige, mit Holz ausgekleidete Brunnen waren bekannt. Ruder und Reste von Lehmschiffen wurden ebenfalls entdeckt. Wohl durch Überschwemmungen und die Änderung des Bettes des Yaojiang-Flusses, eventuell auch durch Versalzung des Bodens, wanderten die Träger der Hemudu-Kultur ab.
Die Hemudu-Stätte steht seit 1982 auf der Liste der Denkmäler der Volksrepublik China.